# 名張郡
名張郡（日语：／ Nabari gun */?）為過去位於三重縣西部的郡，已於1896年4月1日與伊賀郡合併為名賀郡。
在1879年實施郡區町村編制法時的轄區包括現在的名張市的大部分地區。

## 歷史
過去在令制國時代屬於伊賀國，原本位於東南側現今的美杉町太郎生地區也是屬於名張郡，約在十世紀時由於該區域被獻給伊勢神宮，因而被改劃入伊勢國。
在江戶時代成為津藩的領地，19世紀末明治維新實施廢藩置縣後改隸屬津縣，1872年的第一次府縣整併中被併入安濃津縣，三個月後安濃津縣即更名為三重縣。
在1879年實施郡區町村編製法時，正式的設置了近代的行政區劃「名張郡」，並在梁瀨村（位於現在的名張市）設置「名張伊賀郡役所」，同時管轄名張郡和伊賀郡。

### 沿革

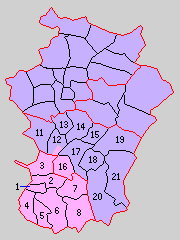
1889年名張郡轄下的行政區劃：
1.名張町、2.藏持村、3.薦原村、4.錦生村、5.瀧川村、6.箕曲村、7.比奈知村、8.國津村
（桃色：現屬名張市、紫色：現屬伊賀市、11 - 21屬伊賀郡）

- 1889年4月1日：實施町村制，名張郡則下設名張町（日语：名張町）、藏持村（日语：蔵持村）、薦原村（日语：薦原村）、錦生村（日语：錦生村 (三重県)）、瀧川村（日语：滝川村 (三重県)）、箕曲村（日语：箕曲村）、比奈知村（日语：比奈知村）、國津村（日语：国津村）。（1町7村）
- 1896年4月1日：實施郡制（日语：郡制），名張郡和伊賀郡合併為名賀郡。[2]